# Sperling und sein Spiel gegen alle
Sperling und sein Spiel gegen alle ist ein deutscher Fernsehfilm von Torsten C. Fischer aus dem Jahr 1997. Es handelt sich um die vierte Episode der ZDF-Kriminalfilmreihe Sperling mit Dieter Pfaff in der Titelrolle. Sperlings Team bilden Karsten Rohde, verkörpert von Benno Fürmann, Vera Kowalski (Petra Kleinert) und Norbert Wachutka (Hans-Joachim Grubel). Die Haupt-Gaststars dieser Folge sind Wolf-Dietrich Sprenger, Claudia Messner und Dietmar Mues.
Das Drehbuch basiert auf einer Geschichte von Rolf Basedow.

## Handlung
Kriminalhauptkommissar Hans Sperling und sein Team beobachten ein besetztes Haus, als sie unvermittelt in einen Bankraub hineingeraten. In der Bank fordert ein Mann, der mit einem Sprengstoffgürtel ausgerüstet ist, 50.000 DM in kleinen, benutzten Scheinen. Auf einem Zettel, den er dem Filialleiter Possert überreicht, heißt es, er werde beobachtet, ihm seien keine Fragen zu stellen und die Polizei sei nicht einzuschalten. Unbehelligt und mit dem Geld verlässt der Mann die Bank wieder. Sperling und seine Kollegen folgen ihm mit gebotener Vorsicht. Nach einiger Zeit verschwindet er in einer Kneipe. Als ein Mann den Toilettenvorraum betritt und den Bankräuber dort mit dem umgeschnallten Sprengstoffgürtel sieht, schlägt er Alarm. Das hat zur Folge, dass die anwesenden Gäste der Kneipe überstürzt das Gebäude verlassen. Sperling, der die Gaststätte kurz zuvor betreten hat, ergreift die Gelegenheit und gibt sich als Wirt aus. Er versucht, mit dem Mann ins Gespräch zu kommen. Unvermittelt bricht es aus dem Fremden heraus, dass er soeben eine Bank überfallen habe. Auf Sperlings Frage, ob er das allein getan habe, meint er, ja, in der Bank glaube man allerdings, dass „eine ganze Armee“ hinter ihm stände. 
Als der Mann feststellt, dass der Koffer nicht die geforderten 50.000 DM, sondern nur 44.800 DM enthält, ist er außer sich und meint, sogar heute würden „die ihn bescheißen“, er fasse es nicht. Das würden sie bereuen. Außer Sperling befindet sich in der Kneipe auch noch eine junge Frau namens Verena Vernatzki. Sperling stellt schnell fest, dass sie blind ist. Als Sperlings Kollege Norbert Wachutka sich dem Objekt als angeblicher Briefträger nähert, eskaliert die Lage, da der Bankräuber ihm das nicht abnimmt, er jagt daraufhin ein Auto in die Luft. Wachutka muss um sein Leben rennen. 
Inzwischen ist bekannt, dass es sich bei dem Bankräuber um einen Norbert Lindner handelt. Er verlangt von Sperling, dass er denen da draußen klarmacht, dass er erwarte, dass der Filialleiter der Bank ihm persönlich das fehlende Geld vorbeizubringen habe. Possert will das Risiko jedoch nicht eingehen, er weigert sich beharrlich. Lindner besteht jedoch darauf, dass der Filialleiter selbst mit dem fehlenden Geld kommen und sich bei ihm entschuldigen muss. Als Possert dann, nachdem man ihm kaum eine Wahl gelassen hat, doch auftaucht, will Lindner, dass er reinkommt. Lindner hat einen Hass gegenüber Leuten wie Possert, die ihn um sein hart verdientes Geld betrogen hätten. Entsprechend springt er mit Possert um, der Sperling, der ja schließlich Polizist sei, um Hilfe bittet. Das ist wiederum Wasser auf die Mühlen von Lindner, der enttäuscht ist und Possert befiehlt, Sperling zu fesseln. Später klebt er ihm auch noch den Mund zu. Dann tanzt er zum Song When a Man Loves a Woman, der aus der Musicbox ertönt, mit Verena Vernatzki. Verena setzt sich für Sperling ein, sodass Lindner ihn von dem Klebestreifen über dem Mund befreit und in der Folge auch von seinen Fesseln, nachdem das Essen aus dem besten Lokal der Stadt, das er angefordert hat, eingetroffen ist. 
Die Lage für Lindner spitzt sich weiter zu. Sperling möchte ihm gern helfen und beschwört ihn, seine Hilfe anzunehmen, denn wenn er es nicht tue, werde er das Lokal nicht lebend verlassen. Kurz darauf fällt ein Schuss, dem Lindner nur knapp entgeht. Er ist mit den Nerven am Ende und bittet Sperling nun selbst, ihm zu helfen. Da der Kommissar weiß, dass es ein großes Risiko ist, sich dem wartenden Fluchtfahrzeug zu dritt zu nähern, werden Lindner, Verena und er nun von einer riesigen roten Decke vollständig verhüllt, sodass nicht auszumachen ist, wer wer ist. Das Trio erreicht so den bereitgestellten Wagen, ohne dass die abgestellten Scharfschützen eine Möglichkeit haben, einen Schuss auf Lindner abzufeuern. Im Wagen sitzt Sperlings Mitarbeiter Karsten Rohde, der ebenso wie Kowalski und Wachutka in Sperlings Plan eingeweiht ist.
In einem anderen Wagen auf einem Parkdeck wartet bereits Sperlings Mitarbeiterin Vera Kowalski auf das Trio, das in diesen Wagen umsteigt. Das alles geht blitzschnell, sodass die verfolgenden Autos, unter ihnen als Führungsfahrzeug eines mit Wachutka, der dafür sorgt, dass die nachfolgenden Fahrzeuge das Umsteigemanöver nicht mitbekommen, um sodann weiter dem roten Wagen zu folgen. Sperling hatte ausdrücklich um ein rotes Fahrzeug gebeten, da er wusste, dass seine Mitarbeiter entsprechend schalten würden. Als Sperling mit Lindner und Verena auf einer einsamen Straße an einem Waldstück hält, meint Lindner entgegen Sperlings Ratschlag, dass er nicht aufgeben könne, diesmal nicht, und verschwindet in dem Wäldchen. Kurz darauf kommt er jedoch, wie von Sperling bereits vermutet, zurück. Während sich hinter ihm eine gewaltige Explosion entlädt, öffnet er seinen Mantel, unter dem nun kein Sprengstoffgürtel mehr ist, und meint: „Hans, jetzt kannst du mich verhaften.“ 

## Produktion

### Dreharbeiten, Produktionsnotizen
Der Film wurde in Berlin und Umgebung gedreht. Die Filmeditorin Tanja Schmidbauer war auch für die Musikzusammenstellung verantwortlich. Die Aufnahmeleitung lag bei Isabell Brandenburg und Catharina Bürger, die Produktionsleitung bei Hans-Dieter Tafelski und die Redaktion bei Klaus Bassiner und Alexander Ollig. Es handelt sich um eine Produktion der Polyphon Film- und Fernsehgesellschaft mbH im Auftrag des ZDF.

### Veröffentlichung
Diese Folge wurde am 5. April 1997 zur Hauptsendezeit erstmals im ZDF ausgestrahlt.
Diese vierte Episode der Reihe erschien zusammen mit allen weiteren 17 Folgen am 10. April 2015 auf DVD, herausgegeben von der Edel Germany GmbH. Außerdem wurde ab 2. Oktober 2006 von der Universum Film GmbH eine DVD-Box mit den ersten vier Filmen der Reihe aus den Jahren 1996/1997 veröffentlicht.

## Kritik
Die Kritiker der Fernsehzeitschrift TV Spielfilm gaben dem Film die bestmögliche Wertung, indem sie mit dem Daumen nach oben zeigten und für Humor und Anspruch je einen sowie für Spannung zwei von drei möglichen Punkten vergaben und das Fazit zogen: „Krimi-Spannung mit interessanten Charakteren“.